# لهره
لهره (به آلمانی: Lehre) یک شهر در آلمان است که در هلمشتدت واقع شده‌است. لهره ۱۱٬۷۴۵ نفر جمعیت دارد.